# Berckelman River
Berckelman River är ett vattendrag i Australien. Det ligger i delstaten Western Australia, omkring 2 000 kilometer nordost om delstatshuvudstaden Perth.
Omgivningarna runt Berckelman River är en mosaik av jordbruksmark och naturlig växtlighet. Trakten runt Berckelman River är nära nog obefolkad, med mindre än två invånare per kvadratkilometer. Genomsnittlig årsnederbörd är 1 695 millimeter. Den regnigaste månaden är februari, med i genomsnitt 414 mm nederbörd, och den torraste är augusti, med 2 mm nederbörd.